# Liga de fútbol de las Islas Malvinas 2014-15
La Liga de fútbol de las Islas Malvinas 2014/15 (Falkland Islands Football League) fue la 99.ª edición del campeonato de fútbol de primer nivel en las Islas Malvinas. La temporada comenzó en agosto de 2014 y finalizó en junio de 2015.

## Equipos participantes
Equipos participantes.
| Equipo               | Ciudad  | Estadio         | Capacidad |
| -------------------- | ------- | --------------- | --------- |
| Chandelry FC         | Stanley | Stanley Stadium | 5.000     |
| SeaLed PR            | Stanley | Stanley Stadium | 5.000     |
| Kelper Store         | Stanley | Stanley Stadium | 5.000     |
| Sulivan Blue Sox     | Stanley | Stanley Stadium | 5.000     |
| HMS Montrose         | Stanley | Stanley Stadium | 5.000     |
| Suppliers            | Stanley | Stanley Stadium | 5.000     |
| Tri Service Allstars | Stanley | Stanley Stadium | 5.000     |

## Tabla de posiciones
Última actualización: 13 de julio de 2019
| Pos. | Equipo               | PJ | PG | PE | PP | GF | GC | Dif | Pts |
| ---- | -------------------- | -- | -- | -- | -- | -- | -- | --- | --- |
| 1    | Chandelry FC         | 12 | 6  | 3  | 3  | 14 | 7  | 7   | 21  |
| 2    | Sulivan Blue Sox     | 12 | 4  | 7  | 1  | 32 | 10 | 22  | 19  |
| 3    | Kelper Store         | 12 | 4  | 6  | 2  | 16 | 13 | 3   | 18  |
| 4    | HMS Montrose         | 12 | 4  | 4  | 4  | 19 | 16 | 3   | 16  |
| 5    | Suppliers            | 12 | 4  | 3  | 5  | 7  | 29 | -22 | 15  |
| 6    | Tri Service Allstars | 12 | 1  | 8  | 3  | 13 | 15 | -2  | 11  |
| 7    | SeaLed PR            | 12 | 2  | 3  | 7  | 11 | 22 | -11 | 9   |

|  | Campeón de las Islas Malvinas |